# Cnemaspis flavolineata
Cnemaspis flavolineata är en ödleart som beskrevs av  Nicholls 1949. Cnemaspis flavolineata ingår i släktet Cnemaspis och familjen geckoödlor. IUCN kategoriserar arten globalt som otillräckligt studerad. Inga underarter finns listade i Catalogue of Life.